# Saint-André (Pireneje Wschodnie)
Saint-André – miejscowość i gmina we Francji, w regionie Oksytania, w departamencie Pireneje Wschodnie.
Według danych na rok 1990 gminę zamieszkiwały 2123 osoby, a gęstość zaludnienia wynosiła 218 osób/km² (wśród 1545 gmin Langwedocji-Roussillon Saint-André plasuje się na 182. miejscu pod względem liczby ludności, natomiast pod względem powierzchni na miejscu 768.).

## Zabytki
Zabytki na terenie gminy posiadające status monument historique:
- kościół św. Andrzeja de Sorède (Église Saint-André-de-Sorède)

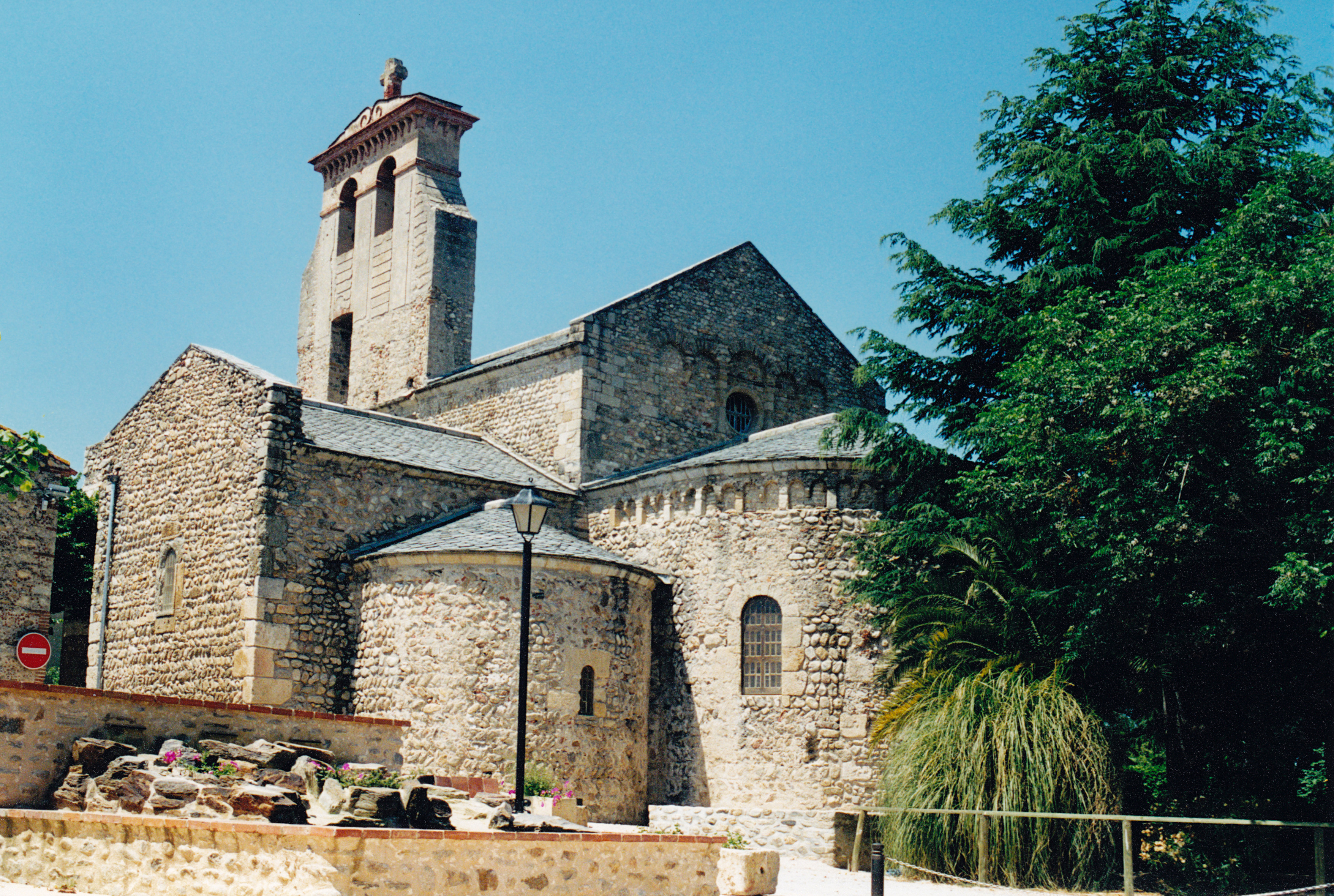
Kościół św. Andrzeja de Sorède (2001)

## Populacja

Populacja Saint-André w latach 1962–2008